# Samuele Papi
Samuele Papi, född 20 maj 1973 i Ancona, är en italiensk volleybolltränare och tidigare volleybollspelare. Papi har som spelare vunnit två VM-guld, tre EM-guld och fyra OS-medaljer. Efter avslutad spelarkarriär har han biträdande tränare för flera olika klubbar.